# داس

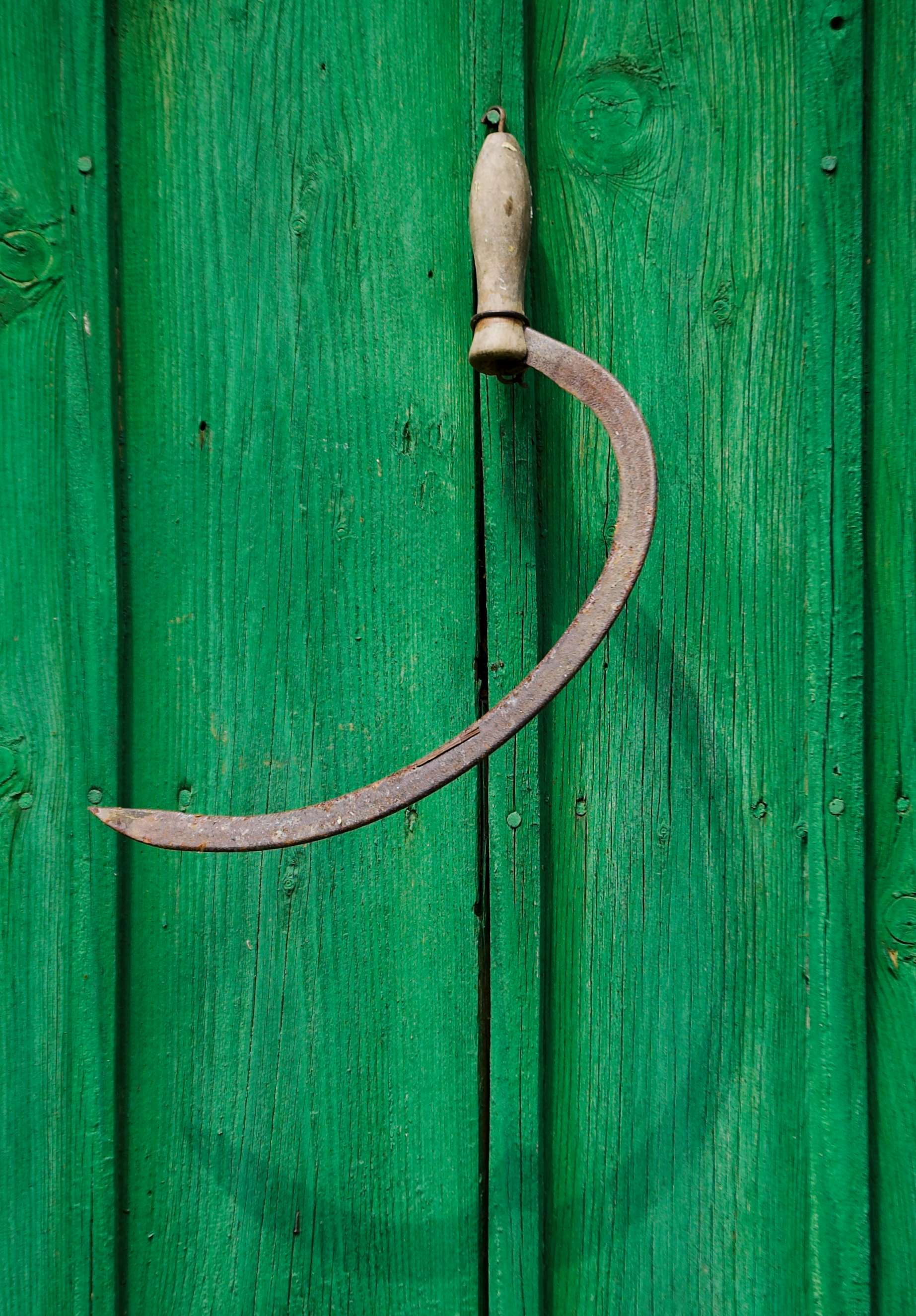
داس

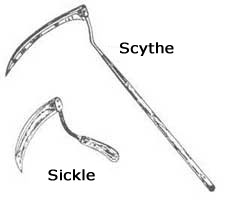
داس دسته‌بلند و داس دسته‌کوتاه

داس یکی از ابزارآلات دستی کشاورزی است که از دسته‌ای معمولاً چوبی و تیغه‌ای آهنی به شکل قوس تشکیل شده‌است که این قوس می‌تواند نیم‌دایره‌ای یا بیشتر باشد. بخش داخلی این تیغه تیز و برنده‌است و کشاورز از آن برای دروی محصولاتی همچون گندم و جو یا علف و یونجه در هنگام برداشت استفاده می‌کند. شکل نیم‌دایره‌ای و تیغهٔ تیز درونی داس به کشاورز این امکان را می‌دهد تا ساقه‌های گیاه را درون آن قرار داده و از انتهایشان قطع نماید. او برای این کار می‌تواند محصول را به‌صورت دسته‌دسته در یک دستش گرفته و با دست دیگرش که داس را نگاه می‌دارد؛ درو نماید که در این صورت حرکت تیغهٔ داس به سمت فرد دروگر خواهد بود. همچنین او می‌تواند گیاهان را با گذاردن چوبدستی‌ای بر رویشان در جای خود محکم نموده و سپس درویشان نماید یا اینکه آنها را بدون نگهداشتنشان ببرد که در این صورت حرکت داس معمولاً به سمت مخالف خواهد بود.
داس می‌تواند دارای دستهٔ کوتاه باشد که در این صورت کشاورز با یک دست آن را نگاه داشته و با خم‌شدن بر روی زمین به دروی محصول می‌پردازد یا اینکه دسته‌اش بلند باشد که در این صورت فرد دروگر آن را با دو دست گرفته و به‌صورت ایستاده محصولاتش را درو می‌نماید. داس دسته‌بلند در عین‌حال از تیغهٔ بلندتری نسبت به داس دسته‌کوتاه برخوردار است.